# Corigliano d’Otranto
Corigliano d’Otranto ist eine süditalienische Gemeinde.

## Geografie

### Topografie

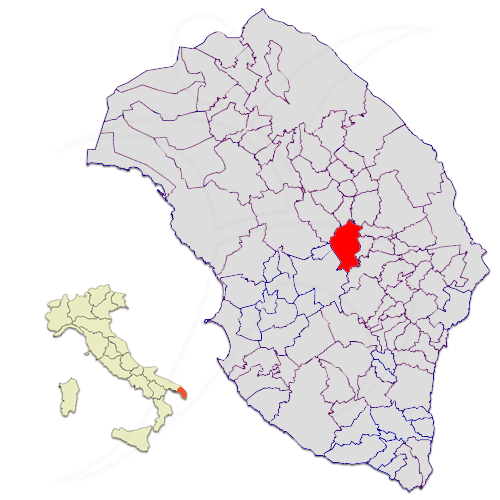
Die Lage von Corigliano d’Otranto in der Provinz Lecce

Es hat 5598 Einwohner (Stand 31. Dezember 2023). Corigliano d’Otranto liegt in der Provinz Lecce in der Region Apulien, im zentralen Teil der unteren salentinischen Halbinsel und etwa 25 km südlich der Provinzhauptstadt Lecce. Die Gemarkungsfläche von 28 km² liegt auf Höhen zwischen 73 und 109 m m ü.M.
Die Gemeindegrenzen stoßen im Norden an die Gemeinden Soleto, Zollino und Martano, im Osten an die Gemeinden Castrignano de’ Greci und Melpignano, im Süden an die Gemeinden Maglie und Cutrofiano, und im Westen an die Gemeinden Sogliano Cavour und Galatina.
Das Umland von Corigliano ist vorwiegend mit Olivenhainen bebaut. Darüber hinaus wachsen hier Eichen und Pinien.

### Kulturgeografie
Die Ortschaft ist Teil der Grecìa Salentina, einer Sprachinsel in der ein archaischer neugriechischer Dialekt mit alt- und mittelgriechischen und lateinischen Elementen gesprochen wird, auch Griko oder „Greco“ genannt. In diesem Idiom heißt die Stadt Choriàna oder Koriàna. Im salentinischen Dialekt hingegen ist der Name der Stadt Curiànu.

### Klima
Die nächstgelegene Wetterstation befindet sich in Lecce Galatina. Das Klima von Corigliano d’Otranto ist typisch mediterran, aber mit kontinentalen Spitzen. Die meteorologischen Daten zeigen, dass die Winter nicht sehr kalt sind; dennoch kann in den Monaten Januar und Februar häufig Frost auftreten. Die Sommer sind heiß, schwül und äußerst trocken. Die Niederschläge, konzentrieren sich auf Herbst und Winter und belaufen sich auf durchschnittlich 639 mm jährlich.

## Geschichte

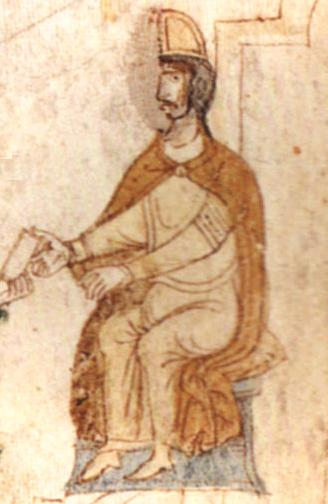
Tancred von Sizilien im Liber ad honorem Augusti, 1196

### Entwicklung
Dass in Corigliano die Träger einer frühgeschichtlichen Kultur siedelten, wird das durch die Reste einer Specchia in den Örtlichkeiten Serra und Murica bezeugt. Die Ursprünge von Corigliano d’Otranto sind nicht gesichert, die Ortschaft entstand aber sicher noch in der Antike. Aus der römischen Periode stammt ein der Göttin Vesta geweihter Tempel. Auch das raumplanerische Gefüge der Altstadt zwischen Via Capiterra und Via Cavour besteht aus Baulosen, die auf dem römischen Actus beruhen. Wichtig für die Entwicklung von Corigliano war das basilianische Kloster St. Georg, genannt Sinòdia, aus dem 9. Jahrhundert. Die Klosterschule unterrichtete griechische Sprache und Oströmische Kultur und hinterließ zahlreiche griechische Codices. Die ersten historischen Belege stammen aus dem Jahre 1192, als König Tankred von Sizilien das Gebiet an Pietro Indini als Lehen vergab. Das Kloster St. Georg verfiel im Laufe des 16. Jahrhunderts als Folge der Zerstörung des Klosters San Nicola di Casole in Otranto, von dem es abhängig war.

### Ortsname
Der Name der Ortschaft wird fälschlicherweise vom Wort cuore (Herz) abgeleitet, auch im Ortswappen. Einer anderen Theorie zufolge, leitet sich der Name der Stadt von einem hypothetischen Centurio Corelius ab, der das Territorium nach der römischen Eroberung zugeteilt bekommen haben soll. Wahrscheinlicher aber ist, dass sich der Name aus dem mittelgriechischen Begriff χωρίον (choríon) für „Siedlung“ oder „Dorf“, später durch Alteration der Name Corigliano gebildet hat.

## Verkehr
Der Bahnhof von Corigliano d’Otranto liegt an der Bahnstrecke Zollino–Gagliano Leuca.

## Denkmäler und Sehenswürdigkeiten

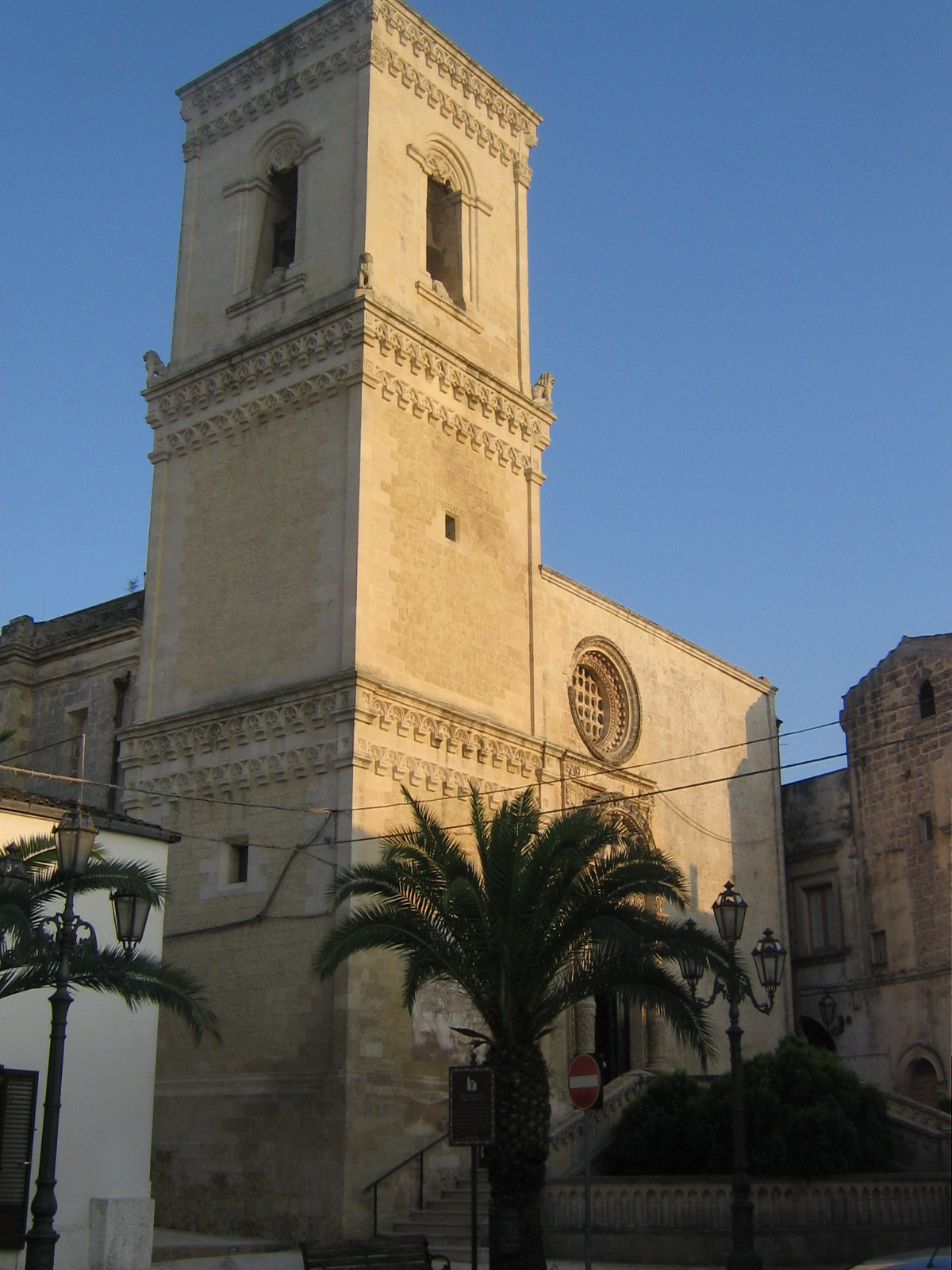
Chiesa Madre e Campanile

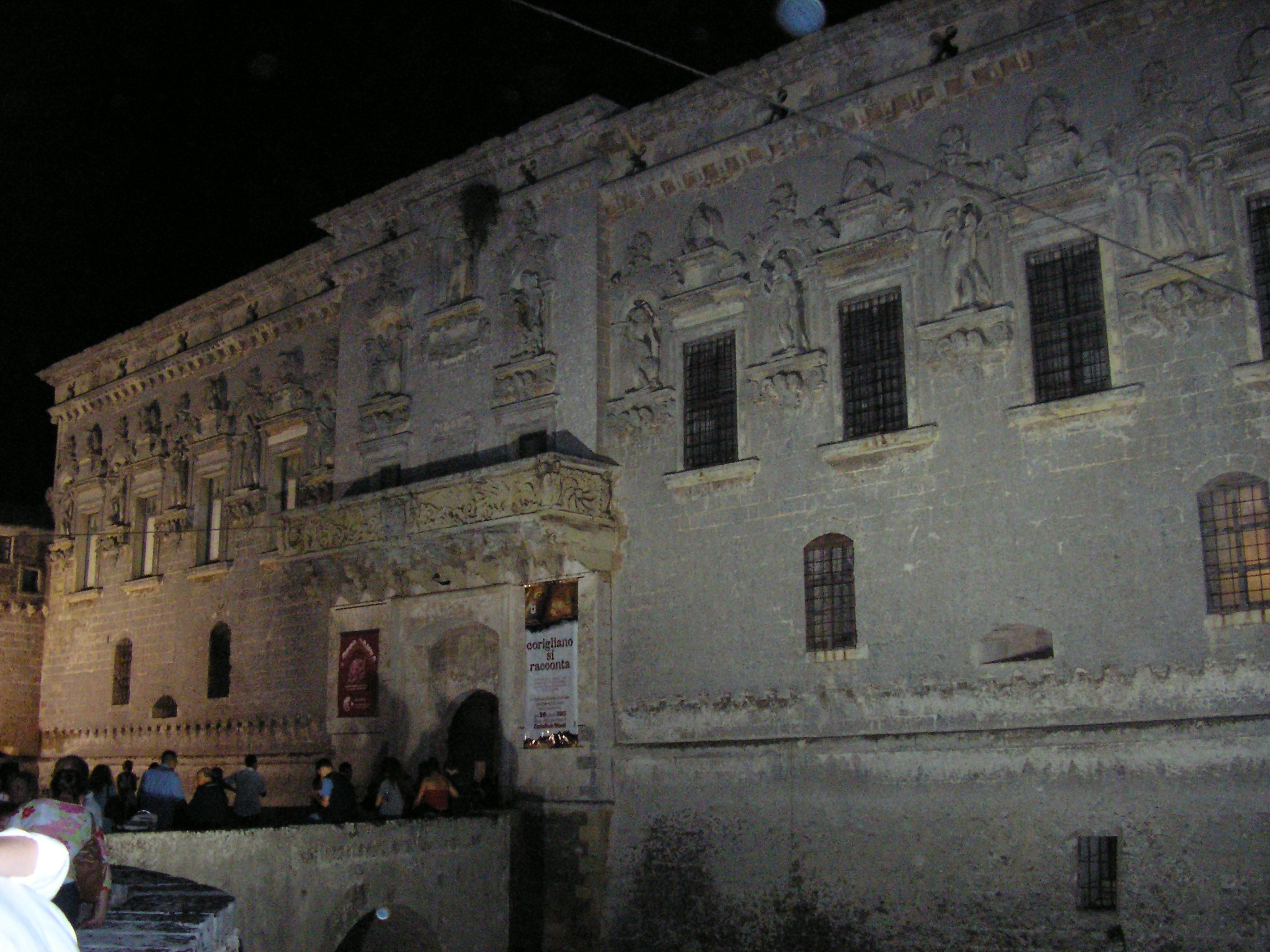
Castello de’ Monti

San Nicola, die Chiesa Madre von Corigliano d’Otranto, befindet sich direkt am nördlichen Ende der Via Chiesa, dort wo sich früher eines der antiken Zugangstore zur Stadt hin öffnete, im lokalen griechischen Dialekt „Obere Türe“ oder Anuporta (aus dem Griechischen Ἀνωπόρτα) genannt, und nicht weit vom an der Kirchenfassade ausgerichteten Glockenturm entfernt. Dieser wurde, wie der auf dem Fenster der 2. Ordnung in griechischen Ziffern eingemeißelten Jahreszahl zu entnehmen, in den Jahren 1467–68 erbaut. Ursprünglich diente der in die mittelalterlichen Stadtmauern eingefügt Turm als Wachturm. Typisch mittelalterlich sind die auf den vier Ecken des Rahmens der 2. Ordnung des Turmes befindlichen Löwen sowie die dreigepassten Bögen des Gurtgesimses, die blattförmigen Dekorationen und sämtliche andere Schmuckelemente der Fassade. In Höhe der letzten Ordnung, wo die Mittelstützen der Biforen nachträglich entfernt wurden, um den Glocken Platz zu machen, ist die Umwandlung des Wachturms zu einem Glockenturm am besten ersichtlich.
Die Chiesa Madre wurde im Jahre 1622 am Ort eines zuvor bestehenden Sakralbaus errichtet, von dem einige Bestandteile wie das auf 1573 datierte Eingangsportal mit den Statuen des Erlösers, der Mutter Gottes und des Stadtpatrons Nikolaus von Myra erhalten sind. Das Gebäude ist in Form eines lateinischen Kreuzes mit nach Osten gerichteter Apsis errichtet. Es wird durch eine beachtliche Bauhöhe charakterisiert, deren Eindruck verstärkt wird durch die Massivität der die Abdeckung des Mittelschiffs tragenden Säulen und die Geometrie des im lecceser Stil errichteten Gewölbes wiedergebenden blattförmigen Gesimses. Im Laufe der Jahrhunderte erfuhr die Kirche zahlreiche Umwandlungen, von denen eine der wichtigeren die im Jahre 1878 erfolgte Realisierung des Bodenmosaiks war. Analog dem Vorbild der Kathedrale von Otranto stellt es das Motiv des Lebensbaumes mit seinen verschiedenen biblischen Szenen dar. Neuerliche Reparaturarbeiten am Boden haben einen unterirdischen Friedhof ans Licht gebracht.